# Pseudosmittia insulsa
Pseudosmittia insulsa är en tvåvingeart som först beskrevs av Oskar Augustus Johannsen 1946.  Pseudosmittia insulsa ingår i släktet Pseudosmittia och familjen fjädermyggor. Inga underarter finns listade i Catalogue of Life.